# Engelbert Lenz
Engelbert Lenz (* 16. März 1883 in Gerolding; † 25. November 1949 in Wien) war ein österreichischer Politiker (CSP) und Gymnasial-Professor. Er war 1927 Abgeordneter zum Landtag von Niederösterreich.
Lenz arbeitete als Professor am Bundesrealgymnasium Horn und wurde am 15. Jänner 1934 zu dessen Direktor ernannt. Am 28. März 1927 rückte er in den Niederösterreichischen Landtag nach, dem er lediglich bis zum Ende der Legislaturperiode am 20. Mai 1927 angehörte. Lenz wurde am 20. Oktober 1935 wegen „Unzucht mit Minderjährigen“ verurteilt.